# Ford Taurus X
A Taurus X é uma perua de porte médio da Ford.